# Conde de Carnide
Conde de Carnide é um título nobiliárquico criado por D. Carlos I de Portugal, por Decreto de 20 de Março de 1890, em favor de Guilherme Street de Arriaga Brum da Silveira e Cunha, antes 2.º Visconde de Carnide.
Titulares
1. Guilherme Street de Arriaga Brum da Silveira e Cunha, 2.º Visconde e 1.º Conde de Carnide.

Após a Implantação da República Portuguesa, e com o fim do sistema nobiliárquico, usaram o título: 
1. José Street de Arriaga Brum da Silveira e Cunha, 2.º Conde de Carnide;
2. José Manuel Street de Arriaga e Cunha, 3.º Conde de Carnide;
3. José Manuel de Sousa de Arriaga e Cunha, 4.º Conde de Carnide;
4. Alexandre de Sousa de Arriaga e Cunha, 5.º Conde de Carnide.[2]